# Spergularia bocconei
Spergularia bocconei är en nejlikväxtart som först beskrevs av Scheele, och fick sitt nu gällande namn av Graebner. Spergularia bocconei ingår i släktet rödnarvar, och familjen nejlikväxter. Arten har ej påträffats i Sverige.